# 钟宅舍利塔
钟宅舍利塔是位于厦门翔安区钟宅自然村的一座宋代僧塔，原本埋藏有高僧圆寂后的舍利子。
该塔为三层楼阁式，第一层为花岗岩长方形台塔基，边2.1米高0.75米，雕刻有须弥座。第二层为正方形柱状塔身，底部边长0.8米，向上逐渐收缩，顶部边长0.28米。北面雕僧帽图案。其上为梯形剖面的石板腰檐。第三层为长方形柱体塔座，边0.36米高0.6米。北面雕僧像。东南西面分别阴刻“佛”、“宝”、“法”三个大字，每字约0.25米。其上也为梯形剖面的石板腰檐。塔顶为直径0.25米高1米的转轮形塔刹。
由于保护不力，塔刹现已残缺。该塔于第三次全国文物普查时发现，后入选第六批厦门市文物保护单位。